# Глібовичі (станція)
Глібо́вичі — проміжна залізнична станція Львівської дирекції Львівської залізниці на неелектрифікованій лінії Львів — Ходорів між станціями Старе Село (11 км) та Вибранівка (8 км). Розташована в селі Волощина Львівського району Львівської області, неподалік від села Великі Глібовичі.

## Пасажирське сполучення
На станції Глібовичі щоденно зупиняються  приміські поїзди сполученням Львів — Ходорів.